# Diari d'un escolar
Diari d'un escolar (愛の学校クオレ物語, Ai no Gakkō Cuore Monogatari) és una sèrie de televisió d'anime produïda per Nippon Animation, basada en la novel·la de 1886 Cuore, Libro per i Ragazzi d'Edmondo de Amicis. Va rebre el 24è Premi de Foment de la Cultura al Benestar Infantil del Ministeri de Sanitat i Benestar.
La sèrie es va emetre al Japó del 3 d'abril de 1981 al 2 d'octubre de 1981 a MBS. Es va estrenar a Catalunya en català el 17 de febrer de 1991 per TV3.

## Argument
Enrico Bottini, un alumne de tercer de primària, relata els episodis de dos anys escolars en el seu diari, de l'inici de quart de primària amb la trobada del nou mestre Perboni, fins a l'obtenció del diploma final i la posterior partida de la ciutat del nen i la seva família. L'obra està ambientada al Torí del segle XIX i els protagonistes són nois que coneixen un mestre que a primera vista sembla estricte, però que en realitat té una gran intel·ligència i humanitat. Els explica històries commovedores amb les quals senten gran empatia i acaben fent gestos que denoten virtuts particulars, com l'honestedat, l'altruisme i la defensa de la pàtria.

## Personatges
Enrico
Veu: Toshiko Fujita (japonès), Roser Contreras (català)
Protagonista i narrador de la història. Pertany a la petita-mitjana burgesia torinesa. Al començament es farà amic de Garrone i Derossi, però al llarg de la història establirà relacions properes amb la majoria dels seus companys de classe, incloent-hi Franti, que al final es redimirà i es convertirà en el seu millor amic.
Nino
Veu: Katsue Miwa (japonès), Marta Barbarà (català)
El germà petit de l'Enrico.